# Michael Borgolte

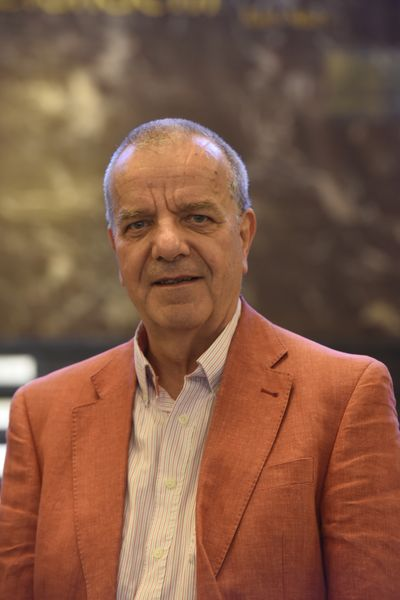
Michael Borgolte im Frühjahr 2016 anlässlich seiner Emeritierung an der Humboldt-Universität

Michael Borgolte (* 16. Mai 1948 in Braunschweig) ist ein deutscher Mittelalterhistoriker.
Borgolte lehrte von 1991 bis zu seiner Pensionierung 2016 als Professor für Mittelalterliche Geschichte an der Humboldt-Universität zu Berlin. Jahrzehntelang erforschte er vormoderne Stiftungen. Borgolte stellte 1988 die in Deutschland seit dem 19. Jahrhundert vorherrschende juristische Sichtweise auf vormoderne Stiftungen in Frage und erweiterte sie sozialgeschichtlich. Seither haben zahlreiche Publikationen Borgoltes und seiner Schüler das Wissen um vormoderne Stiftungswesen und seiner gesamtgesellschaftlichen Bedeutung erheblich erweitert, etwa in der von ihm begründeten Schriftenreihe StiftungsGeschichten, in der interkulturell vergleichend angelegten Enzyklopädie des Stiftungswesens in mittelalterlichen Gesellschaften sowie in seiner Monographie Weltgeschichte als Stiftungsgeschichte von 2017. Seit den späten 1990er Jahren konzentrierte er sich auf die interreligiös und interkulturell vergleichende Betrachtung des mittelalterlichen Europas und der Globalgeschichte im Mittelalter, die in mehreren historischen Darstellungen mündeten.

## Leben
Michael Borgolte legte im Juni 1967 das Abitur in Braunschweig ab. Er studierte seit dem Sommersemester 1969 Geschichte, Germanistik und Philosophie an der Universität Münster, wo er im November 1973 das Erste Staatsexamen ablegte. Seine beiden wichtigsten akademischen Lehrer waren Otto Gerhard Oexle und Karl Schmid. Bei Schmid wurde er 1975 mit einer Untersuchung über den Gesandtenaustausch der Karolinger mit den Abbasiden und mit den Patriarchen von Jerusalem zum Dr. phil. promoviert. Von 1975 bis 1984 war er wissenschaftlicher Assistent von Johanne Autenrieth am Seminar für Lateinische Philologie des Mittelalters an der Albert-Ludwigs-Universität Freiburg. Dort erfolgte 1981 die Habilitation mit einer personen- und verfassungsgeschichtlichen Arbeit zu den Grafen Alemanniens in merowingischer und karolingischer Zeit. Seine Antrittsvorlesung hielt er am 24. November 1982 an der Universität Freiburg über Freigelassene im Dienst der Memoria.
Anschließend hatte Borgolte im Wintersemester 1981/82 die Vertretung einer Professur für Historische Hilfswissenschaften und Bayerische Landesgeschichte an der Universität Bamberg inne. Im Sommersemester 1984 übernahm er eine Gastdozentur an der Universität Basel. Borgolte war 1984/85 und erneut 1990/91 Vertretungsprofessor für Mittelalterliche Geschichte an der Johann Wolfgang Goethe-Universität Frankfurt am Main. Im November 1987 wurde er zum außerplanmäßigen Professor ernannt. Im Rahmen eines Heisenbergstipendiums der Deutschen Forschungsgemeinschaft im Jahr 1984 entstanden die beiden Monographien Petrusnachfolge und Kaiserimitation. Die Grablegen der Päpste, ihre Genese und Traditionsbildung (1989) und Die mittelalterliche Kirche (1992). Im Jahre 1991 erfolgte im Rahmen der Neustrukturierung der Universität nach der Wende und Wiedervereinigung Borgoltes Berufung als Nachfolger von Eckhard Müller-Mertens (emeritiert 1988) auf den Lehrstuhl für Mittelalterliche Geschichte an der Humboldt-Universität zu Berlin (HU). Seine Antrittsvorlesung hielt er im Juni 1992 über „Totale Geschichte“ des Mittelalters? Das Beispiel der Stiftungen. Eine 1997 erfolgte Berufung als Nachfolger von Werner Goez auf den Lehrstuhl für Geschichte des Mittelalters an der Universität Erlangen-Nürnberg lehnte Borgolte ab. Er ist seit 2007 Mitherausgeber der Zeitschrift für Geschichtswissenschaft und seit 2010 von Viator. Medieval and Renaissance Studies. Von 2006 bis 2008 war er Dekan der Philosophischen Fakultät I der Humboldt-Universität zu Berlin. An der HU Berlin lehrte er bis zu seiner Pensionierung im Jahr 2016. Im Juli 2016 hielt er seine Abschiedsvorlesung zum Thema „Sigismund, Radegunde und die Anfänge des Stiftungswesens im lateinchristlichen Europa“ (im Druck: Berlin 2018). Als akademischer Lehrer betreute Borgolte 21 Dissertationen und fünf Habilitationen. Zu den akademischen Schülern Borgoltes zählen unter anderem Dirk Alvermann, Michael Brauer, Wolfgang Eric Wagner, Wolfgang Huschner, Frank Rexroth, Jan Rüdiger, Juliane Schiel, Benjamin Scheller und Tillmann Lohse. Von Oktober 2016 bis September 2021 arbeitete er als „Senior Researcher“ an der HU Berlin.
Borgolte war seit 1973 mit Claudia Borgolte geb. Majewski verheiratet. Im Jahr 2013 gründete Borgolte gemeinsam mit seiner Frau die „Michael-und-Claudia-Borgolte-Stiftung zur Förderung der Geschichtswissenschaften an der Humboldt-Universität zu Berlin“. In zweijährigen Wechsel schreibt die Stiftung den mit 3.000 Euro dotierten Otto-Hintze-Nachwuchspreis für historische Dissertationen oder Habilitationsschriften der Humboldt-Universität beziehungsweise den mit 10.000 Euro deutschlandweit ausgelobten „Preis der Humboldt-Universität für hervorragende Leistungen auf dem Gebiet der Mittelalterlichen Geschichte“ aus. Im Jahr 2017 wurde er Gründungsbeauftragter der Humboldt-Universität für das Institut für Islamische Theologie, das er bis 2021 als Direktor leitete. Claudia Borgolte verstarb am 24. November 2024 unerwartet nach kurzer schwerer Krankheit. Borgolte lebt in Berlin-Lübars.

## Forschungsschwerpunkte

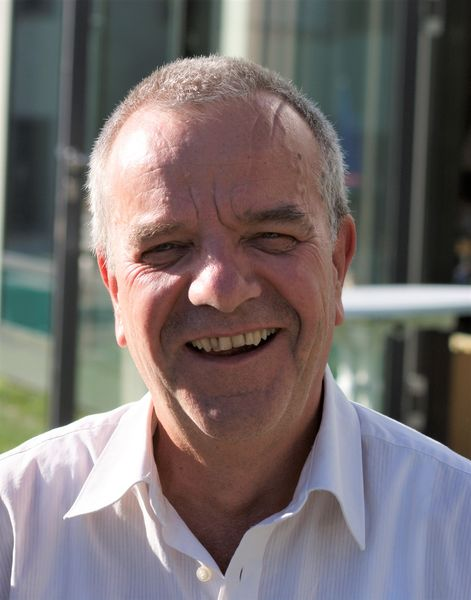
Michael Borgolte, aufgenommen von Werner Maleczek im Jahr 2012 während einer Reichenau-Tagung des Konstanzer Arbeitskreises für mittelalterliche Geschichte

Borgolte legte zwischen 1975 und 2024 mehr als 600 Veröffentlichungen vor, darunter 19 selbständige Schriften, 25 Herausgeberschaften und 200 Aufsätze. Forschungsschwerpunkte Borgoltes sind die mittelalterliche Kirchen-, Stiftungs-, Verflechtungs- und Globalgeschichte, die Geschichte der deutschen Mittelalterforschung nach 1945 und die vergleichende Geschichte Europas im Mittelalter. Eine Auswahl von Borgoltes verschiedenen europa- und globalhistorischen Studien zwischen 1992 und 2013 wurde 2014 in einem Band zugänglich gemacht.

### Kontroverse um die frühmittelalterliche Grafschaftsverfassung
Zwischen Borgolte und Hans K. Schulze kam es zu einer Kontroverse um die frühmittelalterliche Grafschaft. Schulze veröffentlichte 1973 seine Darstellung über die Grafschaftsverfassung der Karolingerzeit östlich des Rheins. Er vertrat den Standpunkt, dass die Grafschaftsverfassung „eines der wesentlichsten Instrumente der Herrschaft des Königs über das Reich und als die grundlegende Institution der Reichsorganisation hinsichtlich Rechtspflege, Verwaltung und Heerwesen“ gewesen sei. Schulze ging von einer einheitlichen Grafschaftsverfassung aus. Nach Schulze gab es bereits in merowingischer Zeit mit der Grafschaft eine der wichtigsten Institutionen der fränkischen Reichsverfassung. Borgolte kritisierte, dass Schulze damit wieder zur älteren Lehre, wie sie etwa von Georg von Below vertreten hatte, zurückgekehrt sei. Im Jahr 1984 erschien Borgoltes Darstellung über die Grafen Alemanniens in merowingischer und karolingischer Zeit. Borgolte verfolgte mit seiner Arbeit das Ziel, die Grafschaften Alemanniens vom Beginn der Überlieferung bis 915 mit Hilfe eines quellenkritischen und personengeschichtlichen Ansatzes zu untersuchen. Er stellte fest, dass die alemannischen Grafschaften zumindest bis 817 „nicht flächendeckend organisiert und an festen Grenzen voneinander geschieden“ waren. Borgolte bestreitet allerdings keineswegs das Vorhandensein jeglicher politischer bzw. jurisdiktionell-administrativer Grenzen in seinem Untersuchungsraum oder auch in anderen Teilen des Karolingerreiches. Von einer lückenlosen Organisation des Raumes durch Grafschaften könne nicht überall in gleichem Maße gesprochen werden. Stattdessen hebt Borgolte die Variabilität der Grenzziehungen hervor: „In dicht besiedelten Gebieten lassen sich lineare Grenzen der Grafschaften erkennen, anderswo trennten breite Waldsäume die gräflichen Bezirke“.
Borgolte versuchte ausgehend von prosopographischen Untersuchungen die allmähliche Entwicklung und Ausdifferenzierung im alemannischen Raum darzustellen. Ausgangspunkt sind für Borgolte die Grafenformeln (sub-comite) im Eschatokoll der St. Galler Urkunden. Er konstatierte einen schlagartigen Anstieg des Anteils in den St. Galler Urkunden mit der formelhaften Grafennennung von 50 Prozent auf 95 Prozent zu Beginn der Herrschaft Ludwigs des Frommen. Ihren Anstieg nimmt Borgolte als Indiz, dass um 817 die Grafschaftsverfassung nahezu auf das gesamte alemannische Gebiet ausgedehnt wurde. Borgoltes Darstellung hat Schulze veranlasst, in Kritische Bemerkungen zu einer Neuerscheinung ausführlich Stellung zu nehmen. Nach Schulze ist Borgoltes Vorgehen methodisch fragwürdig. Mit Hilfe der sub-comite-Formel könnte zwar der räumliche Zuständigkeitsbereich der Grafen erfasst, jedoch aus ihrem Fehlen keine grafenfreien Räume erschlossen werden. Um 817 habe eine Kanzleireform, jedoch keine Reform der Grafschaftsverfassung in Alemannien stattgefunden. Borgolte kritisierte daraufhin, dass Schulze sich nicht auf grundsätzliche Fragen der Überlieferungskritik und der Personengeschichte eingelassen habe. Ein Frankfurter Streitgespräch zwischen Borgolte und Schulze blieb im Dezember 1984 ergebnislos. Wenige Jahre später sah Thomas Zotz die Kontroverse vor allem in den unterschiedlichen Forschungsansätzen begründet. Borgolte verfolge einen personengeschichtlichen und Schulze einen verfassungsgeschichtlichen Ansatz. Die weitere Debatte blieb ohne konsensfähiges Ergebnis.

### Memoria
Als Schüler von Karl Schmid kam Borgolte bereits früh mit der Memorialforschung in Berührung. In den 1970er Jahren galt Münster als eines der Zentren dieser in Deutschland damals noch neuen Forschungsrichtung. Zur Memoria legte Borgolte zahlreiche Veröffentlichungen vor. In einer seiner ersten wissenschaftlichen Veröffentlichungen aus dem Jahr 1975 edierte er ein Zeugnis aus der Handschrift Wolfenbüttel 45 Weiss. Durch eine Übereinkunft wurde zwischen Abt Ermbert von Weißenburg und den Mönchen des Klosters ein Totengedenken am 28. November jeden Jahres für die verstorbenen Brüder eingerichtet. Als Quelle für die familiengeschichtlichen Aufzeichnungen in der Weltchronik Hermanns des Lahmen ab 1009 hat Borgolte „ein Kalendar mit necrologischen Eintragungen, ergänzt durch Inkarnationsjahre und angefüllt mit weiteren Ereignissen aus der Familiengeschichte“ erschlossen. Nach den Forschungen Borgolte war die Vielfalt der Maßnahmen zur Sicherung des Totengedächtnisses die zentrale Absicht des Testaments Bischofs Bertram von Le Mans (616). Daher hat er – anders als seine Vorgänger – nicht eine einzelne Personengruppe, beispielsweise die Kleriker seiner Bischofskirche, sondern alle Menschen, die er ursprünglich auch aus anderen Gründen beschenkte, zur Fürbitte nach seinem Tod verpflichtet.
Ein zentrales Forschungsfeld auf dem Gebiet der mittelalterlichen Memoria ist für Borgolte die Grabstätte. In einem 1984 veröffentlichten Beitrag untersuchte er die verschiedenen Versuche der karolingischen und ottonischen Bischöfe von Konstanz, persönliche Grabkirchen für die Totenmemoria zu errichten. Er leistete damit einen Beitrag zum noch wenig erforschten Thema der bischöflichen Grabkirchen im Frühmittelalter.
Borgolte untersuchte Papstgräber als Gedächtnisorte der Kirche. Seit dem klassischen Werk von Ferdinand Gregorovius aus dem Jahr 1857 (Die Grabmäler der römischen Päpste) wurden die Gräber und Grabdenkmäler der Päpste vor allem von Archäologen und Kunsthistorikern bearbeitet. Mit seiner 1989 veröffentlichten Arbeit Petrus Nachfolge und Kaiserimitation lieferte Borgolte erstmals eine vollständige Geschichte der Papstgrablegung von den Anfängen bis in die Gegenwart auf der Grundlage einer umfassenden Auswertung von Schriftquellen. Er fragte, wo die römischen Bischöfe bestattet wurden, welche Personen und mit welchen Motiven die Wahl des Begräbnisortes bestimmten und wie für die Totenmemoria gesorgt wurde. Im Ergebnis zeigte Borgolte, dass sich ziemlich einheitliche Phasen einer Bestattung erkennen lassen. Zeiten einer Bestattung in relativ geschlossenen Grablegen Roms (im 3. Jahrhundert in der Calixtus-Katakombe, im 12. Jahrhundert in S. Giovanni in Laterno, vom 6. bis 9. Jahrhundert und vom 15. bis 20. Jahrhundert in St. Peter) wurden von solchen mit dezentralen Begräbnissen (vom 4. bis 5. Jahrhundert, vom 10. bis 11. Jahrhundert und vom 13. bis 14. Jahrhundert) unterbrochen. Borgolte stellte außerdem fest, dass die Grabstätten der Gegenpäpste mehrheitlich unbekannt sind. Von den 261 legitimen Päpsten geriet lediglich die Grabstätte Silvesters III. in Vergessenheit. In den mittelalterlichen Quellen war Silvester als Papst umstritten und wurde in der Forschung oftmals als Gegenpapst betrachtet.
Mit Cosimo Damiano Fonseca und Hubert Houben hat er eine 2002 abgehaltene Tagung zum Forschungskonzept Memoria veranstaltet. Memoria sollte als „totales soziales Phänomen“ in der Kultur des Mittelalters vor allem deutsch-italienischen Sprachraum thematisiert werden.

### Mittelalterliches Stiftungswesen

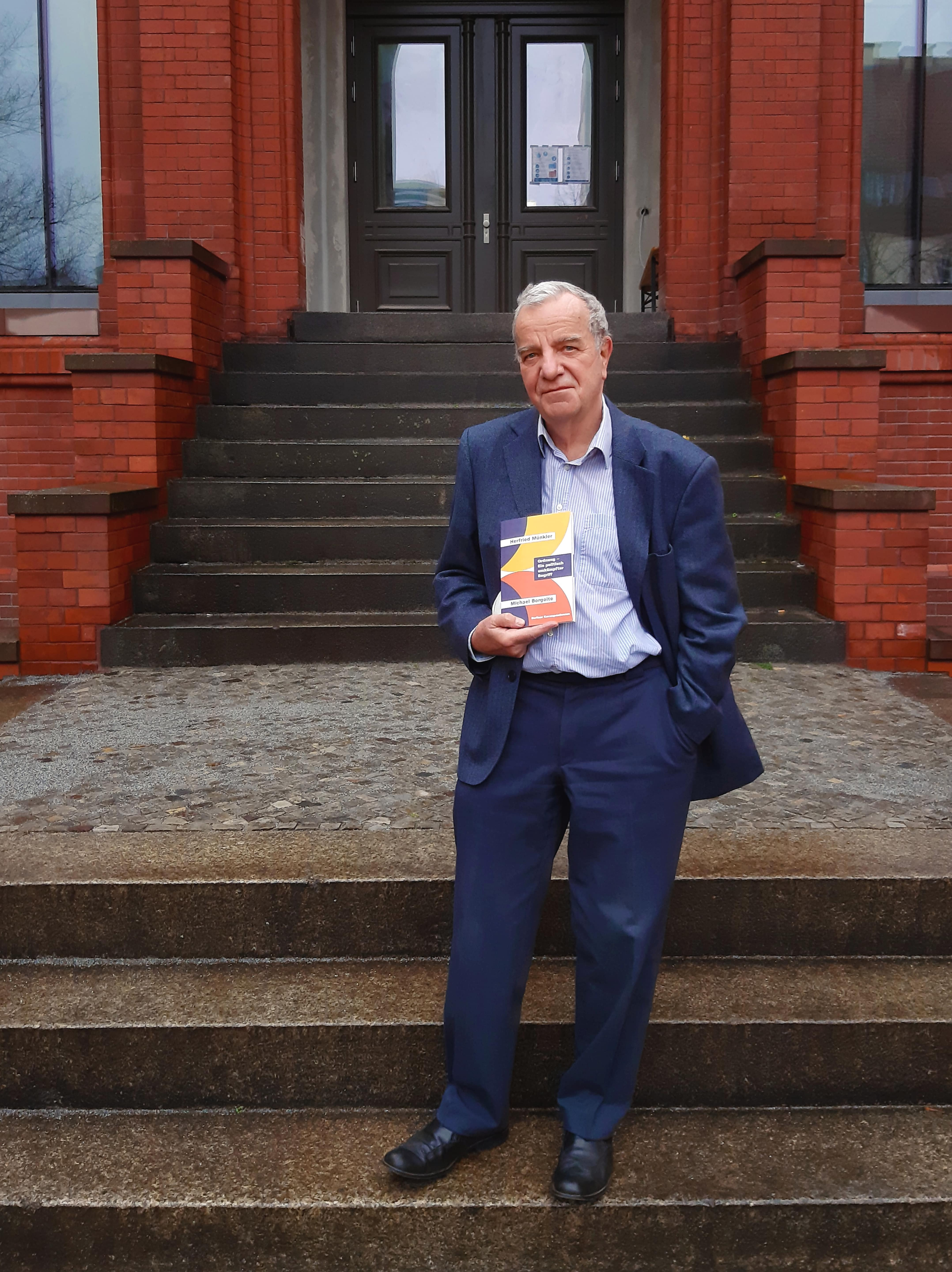
Michael Borgolte mit der mit Herfried Münkler erarbeiteten Darstellung Ordnung – Ein politisch umkämpfter Begriff in seiner Hand, aufgenommen im Jahr 2021

Borgolte erforscht Stiftungen seit über 30 Jahren. Mit seinen Beiträgen hatte er wesentlich Anteil daran, dass mit einem weiter sozialgeschichtlichen Blick auf die Vormoderne neue Erkenntnispotentiale geöffnet werden konnten. In einer 1988 veröffentlichten Studie hat Borgolte die lange Zeit vorherrschende rechtshistorische Perspektive auf vormoderne Stiftungen als anachronistisch aufgezeigt: „Die verschiedenen Versuche der Altertumswissenschaftler und Mediävisten, in der antiken und mittelalterlichen Überlieferung die juristische Persönlichkeit des modernen Stiftungsrechts aufzufinden, blieben erfolglos“. Daher solle „die Gegenwart der Toten als Denkform des Mittelalters [...] Ausgangspunkt“ sein. Konstitutiv für mittelalterliche Stiftungen waren dauerhafte Geflechte sozialer Beziehungen, die alle Bereiche des Lebens durchdrangen. Strukturiert wurden diese Geflechte durch das Prinzip des Gabenaustausches. In jüngerer Zeit gerieten ältere und außereuropäische Kulturen und Religionen zunehmend in den Fokus einer vergleichenden Betrachtung Borgoltes. Dabei zeigte sich, dass es Stiftungen „in vielen Gesellschaften, vielleicht in allen Hochkulturen mit Schriftlichkeit“ gegeben hat.
Auf dem Historikertag 2000 in Aachen wurde festgestellt, dass die historische Stiftungsforschung außerhalb spezialisierter mediävistischer und rechtsgeschichtlicher Arbeiten noch in den Anfängen steckt. Zwischen 1997 und 2006 betreute Borgolte Forschungsprojekte der Deutschen Forschungsgemeinschaft und der Fritz Thyssen Stiftung zum mittelalterlichen Stiftungswesen. Borgolte gab 2000 den Sammelband Stiftungen und Stiftungswirklichkeit heraus. Die elf Studien befassen sich fast durchgehend mit dem Mittelalter. Nur wenige Beiträge erstrecken sich in die Neuzeit. Angesichts der Tatsache, dass es keine umfassende Geschichte des Stiftungswesens gibt, möchte Borgolte die Geschichte einzelner Stiftungen verfolgen, „um die Chancen menschlicher Wirksamkeit durch die Zeiten zu erkunden“. Borgolte untersuchte dabei den „König als Stifter“. In Abwandlung von Max Webers Herrschaftsdefinition stellte er fest, dass Stiftung „nur die Chance“ ist, „für Befehle bestimmten Inhalts über den Tod hinaus Gehorsam zu finden, die von ihr angesprochenen Gruppen von Menschen müssen dazu eigenen Willen aufbringen“. Er begründete mit diesen Sammelband die Reihe Stiftungsgeschichten, in der bisher zehn Bände erschienen sind. 2011 erhielt er den mit 2,5 Millionen Euro auf fünf Jahre dotierten europäischen Forschungspreis (ERC Advanced Grant 2011) für sein Projekt FOUNDMED. Foundations in medieval societies. Cross-cultural comparisons. Damit versucht Borgolte über das gesamte Mittelalter (etwa 500 bis 1500 n. Chr.) die verschiedenen Stiftungskulturen vergleichend zu erforschen. Das Forschungsprogramm lief vom Juni 2012 bis Ende Mai 2017. Die Ergebnisse dieser Forschungen gingen in eine Enzyklopädie ein. Der erste Band dazu konnte im Sommer 2014 erscheinen. Zwei Jahre später erschien der zweite Band. Der dritte Band wurde 2017 veröffentlicht. Das Werk wurde als „Meilenstein“ vergleichender Mittelalterforschung und „meisterlich“ gewürdigt, wenn auch die wirtschaftlichen und sozialen Auswirkungen von Stiftungen etwas zu kurz gekommen seien. Borgolte sieht in einem universalhistorischen Überblick als charakteristisch für das mittelalterliche Jahrtausend die „Stiftungen für das Seelenheil“ an, die jedoch keine „exklusiv lateineuropäisch-christliche Erscheinung“ gewesen seien. Borgolte stellte anhand von Beispielen für einen interkulturellen Vergleich von Stiftungen außerdem fest, dass Stiftungen keineswegs immer in Zusammenhang mit Totengedenken stehen, wie es die mediävistische Forschung lange Zeit angenommen hatte. Ebenfalls waren Stiftungen nicht immer konstitutiv für die Staatsbildung.
Im Jahr 2017 veröffentlichte Borgolte mit der Monographie Weltgeschichte als Stiftungsgeschichte eine Quintessenz der eigenen Forschungen. In Anlehnung an Otto Gerhard Oexles Forschungen zur Memoria versteht Borgolte Stiftungen „als totales soziales Phänomen […], an denen sich das Gefüge ganzer Gesellschaften ablesen lässt“. Denn Art und Ausgestaltung der Stiftung sowie deren Wirkungen auf Dauer liefern Erkenntnisse über Jenseitsvorstellungen, Mentalitäten und Machtstrukturen. Seine Darstellung erstreckt sich von den ersten in Vorderasien nachgewiesenen Stiftungen des frühen 3. Jahrtausends bis zu den Spital- und Universitätsstiftungen des 16. Jahrhunderts. Borgolte verfolgt ein dreistufiges Vorgehen. Im ersten Abschnitt stehen die „interkulturellen Vergleiche“ im Blickpunkt. Im Gegensatz zur älteren Forschung, die die Sorge um das Seelenheil als wichtigste Funktion von Stiftungen ausgemacht hat, zeigt sein Vergleich, dass „Stiftungen für das Seelenheil“ oder zum Zweck des Gebetsgedenkens zwar ähnlich auch im Islam belegt sind, nicht jedoch in der vorchristlichen Antike oder in den Stiftungskulturen Indiens und Chinas. Indische Religionen wie der Buddhismus sind nicht auf ein Weiterleben im Jenseits ausgerichtet, sondern finden das Glück im „Verlöschen der Person“. Ein zweiter Abschnitt bereitet den „Weg zu einer transkulturellen Synthese“ vor. Das Werk endet mit der „Synthese“, die Borgolte angesichts des umfangreichen und teilweise noch kaum erschlossenen Materials als vorläufig ansieht. Von einer „einheitlichen und schon gar linearen Weltgeschichte der Stiftungen“ könne nicht gesprochen. Allerdings habe die Staatsform der Monarchie die Rolle des Herrschers als Stifters begünstigt. Auch die urbane Entfaltung sei förderlich gewesen. Eine englische Übersetzung dieses Werkes erschien 2020.

### Kirchengeschichte
Borgolte verfasste 1992 für die Enzyklopädie deutscher Geschichte den Band über die mittelalterliche Kirche. Den Vorgaben der Reihe folgend lieferte er auf jeweils 60 Seiten einen „Überblick“ und „Tendenzen der Forschung“. Er wählte eine Gliederung, die sowohl sozial- als auch institutionensgeschichtliche Aspekte gleichermaßen zur Geltung bringen sollte. Er erörterte die Mission und Bistumsorganisation, Verhältnis zur weltlichen Gewalt, hierarchisch-synodale Binnenstruktur, Bischöfe und Domkapitel, Kanonikerstifte, Stadt/Land-Differenzierung, karitative Aktivität. Nicht behandelt wurden hingegen das innere Leben der Kirche in Theologie, Liturgie und Frömmigkeit, die Entwicklung des Kirchenrechts, Mönchtum und weibliche Religiosen, Häresien, kulturelle Ausstrahlung und ethischer Einfluss der Kirche auf die mittelalterliche Gesellschaft. Diese Themen sollen anderen Bände der Reihe vorbehalten bleiben.

### Forschungen zu einer vergleichenden Geschichte Europas
Borgolte hat in seinen Werken wiederholt auf die Heterogenität Europas hingewiesen und zugleich davor gewarnt, eine Herkunftserzählung auf den europäischen Vereinigungsprozess der Gegenwart zu erfinden. Er vertrat vielmehr die These, dass das Mittelalter keine exklusiv christliche Kultur gewesen sei, sondern Judentum und Islam ebenso Anteil an der Geschichte Europas hatten.
Borgolte veröffentlichte 2001 einen Beitrag über Chancen und Hindernisse für eine Geschichte Europas im Mittelalter. Darin plädierte er für eine „Revision der latinozentrischen Mediävistik zugunsten einer transkulturellen Ausweitung, d. h. einer transdisziplinären Erweiterung des Faches durch Öffnung zur Osteuropahistorie (Slawistik) und Byzantinistik, Judaistik und Arabistik (Islamwissenschaft).“ Ebenfalls 2001 forderte er für ein umfassendes Verständnis des Mittelalters neben der lateinisch-katholischen Sphäre auch die jüdische, die byzantinisch-griechische, die slawische und die islamische zu berücksichtigen.
Er legte 2002 und 2006 zwei Darstellungen des europäischen Mittelalters aus vergleichender Perspektive vor. Sein Widerspruch gegen eine vorschnelle Identifikation von Europa und Abendland, sei begründet, schrieb ein Rezensent, und gegen das Bild eines monolithisch christlichen Mittelalters werde zu Recht die Vielfalt des Zeitalters zur Geltung gebracht. Nach Steffen Patzold reagiere das Buch in glücklicher Weise auf das gegenwärtige Interesse an Kontakten und Konflikten zwischen Islam, Christentum und Judentum. Widerspruch erhob hingegen Gottfried Schramm; die jüdische Komponente dürfe nicht zu einem Faktor „hochstilisiert“ werden, „der den Gang der europäischen Geschichte entscheidend mitbestimmt“ habe. Auch der Islam habe „keinen Anteil an der Gestaltwerdung des nachantiken Europas“ gehabt. Borgoltes These bildete eine wichtige Grundlage für das DFG-Schwerpunktprogramm 1173 „Integration und Desintegration der Kulturen im europäischen Mittelalter“, dessen Ziel es war, „das europäische Mittelalter von seinen geografischen Rändern und seinen kulturellen Differenzen her zu erforschen und zu beschreiben“. Borgolte war einer der Initiatoren und auch einer der beiden Sprecher dieses großen Verbundprojektes. Von der Deutschen Forschungsgemeinschaft wurde das Schwerpunktprogramm von 2005 bis Mitte 2011 gefördert. In einem 2011 veröffentlichten Abschlussband wurden die Ergebnisse der zweiten Laufzeithälfte des Schwerpunktprogramms präsentiert. Der Band bietet empirischen Vergleichsstudien und weiterführende theoretische Überlegungen „für allgemeine und epochenübergreifende Fragestellungen mit der Perspektive für prozess- und vergleichsorientierte Analysen, die einer strukturgeschichtlichen Synthese zuarbeiten“. Nach Ablehnung einer Berufung nach Erlangen hatte er die Gründung eines Instituts für vergleichende Geschichte Europas im Mittelalter initiiert und wurde 1998 deren Leiter. Er ist Herausgeber der Reihe Europa im Mittelalter. Abhandlungen und Beiträge zur historischen Komparatistik. Bisher konnten hier 43 Bände erscheinen.

### Migration und Globalgeschichte
Borgolte befasste sich in verschiedenen Beiträgen mit dem Thema Migration. Dabei geht es Borgolte nicht wie in der älteren Forschung um Assimilationen, Akkulturationen oder Integrationen, sondern stets um „kulturelle Wechselwirkungen und Austauschprozesse […], bei denen unter Beteiligung beider Seiten neue kulturelle Formationen entstehen“. Es geht ihm vielmehr um „transkulturelle Verflechtungen“. Unter „Transkulturalität“ wird von Borgolte eine Kultur als offenes und sich veränderndes Gebilde verstanden. Er war 2014 Herausgeber eines Handbuches zu Migrationen im Mittelalter. In 24 Einzeluntersuchungen werden darin für die Kontinente Europa, Afrika und Asien am Beispiel einzelner Räume aber auch die Bewegungen einzelner Gruppen wie Juden, Sklaven und Gelehrte die Forschungsergebnisse gebündelt. Borgolte war als Associate Editor an der von dem New Yorker Politologen Immanuel Ness herausgegebenen fünfbändigen Encyclopedia of Global Human Migration (2013) beteiligt. Mit seinen Beiträgen ebnete Borgolte den Weg zu einer globalgeschichtlich orientierten historischen Migrationsforschung. 
Schon seine Dissertation von 1975 hat Borgolte einem Thema gewidmet, das auch die jüdische und muslimische Welt jenseits des christlichen Europas betraf: „Der Gesandtenaustausch der Karolinger mit den Abbasiden und den Patriarchen von Jerusalem“. Er konnte zeigen, wie namentlich Karl der Große für die Christen im Heiligen Land sorgte und dafür mit den Kalifen und den griechischen christlichen Patriarchen von Jerusalem in Verhandlungen eintrat. Hier schloss er durch groß angelegte Studien und Monographien nach der Jahrtausendwende an. Er verfasste Beiträge zur Globalgeschichte des Mittelalters, so in der WBG-Weltgeschichte, und besonders die umfangreiche Monographie Die Welten des Mittelalters. Globalgeschichte eines Jahrtausends, die im März 2022 erschien. Die drei Kontinente Asien, Afrika und Europa stehen im Mittelpunkt seiner Darstellung. Ihre Einheit charakterisiert er mit dem Namen „Eufrasien“. Anhand von Reichsbildungen, Religionen und Handel skizziert er für drei zentrale Bereiche die inneren Verknüpfungen für Eufrasien. Im Mai 2022 platzierte sich Die Welten des Mittelalters auf der Bestenliste von „Die Welt/WDR 5/Neue Zürcher Zeitung/ORF-Radio Österreich 1“ auf dem ersten Platz. Eine 2., durchgesehene Auflage, erschien noch 2022.
Eine Kurzfassung bietet Borgolte mit seiner Globalgeschichte des Mittelalters von 2023. Mit dieser knappen Darstellung soll das Wissen in Schulen, Universitäten und Öffentlichkeit integriert werden. Im mittelalterlichen Jahrtausend vollendete sich die „grundlegendste menschliche Migration und Grenzüberschreitung“, indem die Besiedlung der Erde selbst noch die letzten Inseln im Pazifik erfasste. Das „Bild vom Mittelalter“ muss „globalhistorisch renoviert“ werden. Borgolte konzentriert sich daher auf „Eufrasia“, die „trikontinentale Welt“ zwischen Asien, Afrika und Europa. Er will zeigen, wie die drei Kontinente durch ein „dichtes und mehrdimensionales Beziehungsgeflecht“ miteinander verbunden waren. Dazu verwendet er den Begriff der „Grenzüberschreitungen“. Im abschließenden Kapitel will er den „Beitrag des mittelalterlichen Jahrtausends zur Globalisierung im Kontrast zu vorangegangenen Perioden“ bestimmen. Er stellt im Ergebnis unter anderem fest, dass für das Judentum das Mittelalter „keine Periode bedeutender Grenzüberschreitungen“ gewesen ist. Das Christentum hingegen integrierte Nord- und Osteuropa in sein bestehendes Netz, das auch mit der Mittelmeerwelt verbunden war. Ozeanien und Amerika blieben mehr oder weniger isolierte Welten. Ebenfalls 2023 publizierte Borgolte den Beitrag über die Kontinentalisierung Europas.
Borgolte veröffentlichte 2024 eine Darstellung über frühmittelalterliche Heiratsmigration und die Anfänge der europäischen Bündnispolitik. Nach Borgolte war die Heiratsmigration als Phänomen in allen Kulturen und Gesellschaften nachweisbar. Es eigne sich daher besonders gut für eine kulturell orientierte Globalgeschichte. Anhand von verschiedenen Beispielen arbeitet Borgolte heraus, dass die Migrantinnen eigene Handlungsspielräume hatten und diese auch zu nutzen wussten.
Der globalhistorischen Frage nach Kontakt und Kommunikation zwischen den Erdteilen war eine Tagung des Konstanzer Arbeitskreises gewidmet, die Borgolte initiierte und mit Nikolas Jaspert 2012 durchführte: „Maritimes Mittelalter. Meere als Kommunikationsräume“. Damit sollte das Bemühen um eine „maritime Bewusstseinserweiterung“ gegenüber der bislang eher an „Herrschaft über Land und Leute“ orientierten Mediävistik mehr Nachdruck verliehen werden. Die Tagungsbeiträge gaben Borgolte und Jaspert 2016 in einem Sammelband heraus.

### Mittelalterforschung
Als aus Westdeutschland neu berufender Lehrstuhlinhaber für Geschichte des Mittelalters an der Humboldt-Universität führte Borgolte in einer viel beachteten Konferenz „Mittelalterforschung nach der Wende“ im Februar 1993 die wichtigsten Vertreter des Fachs aus beiden deutschen Staaten der Nachkriegszeit an der Humboldt-Universität zusammen. Es ging um die Frage, „was von der DDR-Mediävistik eigentlich überdauern wird bzw. wie sich das Profil der gesamtdeutschen Mittelalterforschung nach der deutschen Einigung ändern mag“. Den Tagungsband gab er 1995 heraus. Erstmals wurden Mediävisten aus Ost und West zum fachlichen Austausch zusammengebracht.
Borgolte lieferte Einschätzungen und Analysen zur DDR-Mittelalterforschung vor und nach 1989. Im Jahr 1996 veröffentlichte Borgolte eine Sozialgeschichte des Mittelalters. Eine Forschungsbilanz nach der deutschen Einheit. In seiner Sozialgeschichte konzentrierte sich Borgolte auf die zweite Hälfte des 20. Jahrhunderts und berücksichtigte vergleichend zusätzlich die Ansätze der ostdeutschen Mittelalterforschung. Gegenstand des Buches sind sozialgeschichtliche Konzepte, Forschungen und Darstellungen, die im zweigeteilten Deutschland bis 1989 entstanden sind. Am Ende des Werkes stehen sieben Thesen zur „sozialhistorischen Mittelalterforschung in Deutschland“, deren Verlauf seit 1960 beschrieben wird als „Weg vom Adel zu den Bauern, vom Hoch- zum Niederadel, vom Abt zu den Mönchen, von den Prälaten zum Niederklerus, vom Gelehrten zum Studenten, vom Patrizier und Handwerker zum Gesellen und zu den Randgruppen, von den Männern zu den Frauen und den Kindern“. In den ersten Jahren nach der Wiedervereinigung war Borgoltes Sozialgeschichte nicht nur „ein Ergebnis erlebter Geschichte“ sondern auch eine Form der Selbstpositionierung des neuen Lehrstuhlinhabers an der Humboldt-Universität. Borgolte verfolgte in einem 2010 veröffentlichten Beitrag die Mittelalterhistorie in der DDR anhand von Eckhard Müller-Mertens, Bernhard Töpfer und Frithjof Sielaff über die Wendezeit hinaus.

## Ehrungen und Mitgliedschaften
Für seine Forschungen wurden Borgolte zahlreiche wissenschaftliche Ehrungen und Mitgliedschaften zugesprochen. Er ist ordentliches Mitglied der Berlin-Brandenburgischen Akademie der Wissenschaften (seit 2005), Mitglied der Zentraldirektion der Monumenta Germaniae Historica (2006–2019), Mitglied des Konstanzer Arbeitskreises für mittelalterliche Geschichte (seit 2008) und ordentliches Mitglied der Academia Europaea (seit 2013).
Borgolte erhielt 2002 den Preis „Das Historische Buch 2002“ für die Kategorie Mittelalterliche Geschichte der Internetzeitschrift H-Soz-Kult für das Buch Europa entdeckt seine Vielfalt 1050–1250. Im Jahr 2008 wurde ihm eine Festschrift zum 60. Geburtstag gewidmet. Borgolte war Fellow am Max-Weber-Kolleg in Erfurt (2008/2009). Im Mai 2013 fand zum 65. Geburtstag Borgoltes ein internationales Colloquium statt. Die Beiträge wurden 2014 veröffentlicht. Im August 2020 wurde Borgolte für seinen Einsatz als Gründungsdirektor für Islamische Theologie mit der Humboldt-Universitäts-Medaille ausgezeichnet.

## Wissenschaftliche Nachwirkung
Durch den programmatischen Aufsatz aus dem Jahr 1988, bei der Borgolte die bis dahin vorherrschende, rechtshistorische Sichtweise beim vormodernen Stiftungswesen kritisierte und die offenkundigen Schwächen aufzeigte, erschienen zahlreiche sozial- und kulturhistorisch ausgerichtete Studien und erweiterten das Wissen über den Stellenwert und den Aktionsradius von Stiftungen in vormodernen Gesellschaften. Die Forschungen beschränken sich mittlerweile nicht mehr nur auf das abendländische Europa. Borgolte versteht Europa im Mittelalter keineswegs nur als eine christliche Kultur, sondern es wurde ebenso von Juden und Muslimen geprägt. Insbesondere seine These, dass auch die Muslime zur Geschichte des europäischen Mittelalters gehören, die anfangs noch kontroverse Diskussionen auslöste, hat sich seit seinem Buch von 2006 in der Forschung weitgehend durchgesetzt.
Eine Reihe seiner akademischen Schüler wurde zu Professoren im In- und Ausland berufen (Frank Rexroth in Göttingen, Wolfgang Huschner in Leipzig; Benjamin Scheller in Essen; Wolfgang Eric Wagner in Münster, Juliane Schiel in Wien, Michael Brauer in Salzburg, Jan Rüdiger in Basel und Aline Dias da Silveira in Florianópolis, Brasilien). Borgoltes erster akademischer Schüler Frank Rexroth widmete seine Freiburger Dissertation von 1988 einem europäischen Stiftungsvergleich, nämlich demjenigen der Gründungen der Universitäten Prag, Wien, Kulm, Heidelberg und Köln. Eine Erweiterung dieser Thematik stellt die Berliner Doktorarbeit von Wolfgang Eric Wagner von 1999 über Universitätsstift und Kollegium in Prag, Wien und Heidelberg dar. Auch die Rostocker Habilitationsschrift Wagners über Gebetsverbrüderung und Herrscherbild im frühen Mittelalter (2009) folgt den Fragestellungen seines Lehrers. Memoria an der Zeitenwende. Die Stiftungen Jakob Fuggers des Reichen vor und während der Reformation (ca. 1505–1555) lautete der Titel der Dissertation von Benjamin Scheller (2002). Die Problematik des Verhältnisses der verschiedenen Religionen Europas greift Scheller in seiner Habilitationsschrift (HU Berlin 2009) auf: Die Stadt der Neuchristen. Konvertierte Juden und ihre Nachkommen im Trani des Spätmittelalters zwischen Inklusion und Exklusion. Interreligiöse Konflikte und ihre Wahrnehmung und Verarbeitung stehen im Zentrum von Michael Brauers Die Entdeckung des ‚Heidentums‘ in Preußen. Die Prußen in den Reformdiskursen des Spätmittelalters und der Reformation (Diss. HU Berlin 2008/09). Die Stiftungsthematik führt am stärksten weiter Tillmann Lohse mit seiner diachronischen Studie Die Dauer der Stiftung. Eine diachronisch vergleichende Geschichte des weltlichen Kollegiatstifs St. Simon und Judas in Goslar (Diss. HU Berlin 2009/2010) und seiner Habilitationsschrift (ebd., 2017) Foundations in Latin Christendom, c. 500–1500 (im Druck). Wolfgang Huschner, ursprünglich Schüler von Eckhard Müller-Mertens, wandte sich als Mitarbeiter von Michael Borgolte der europäischen und transeuropäischen Beziehungs- und Vergleichsgeschichte zu. Thema seiner Habilitationsschrift von 2000 ist der politisch-kulturelle Austausch von Süden (Italien) nach Norden (dem Reich) anhand königlicher Urkunden der ottonisch-salischen Zeit. Als Mitglied der Sächsischen Akademie der Wissenschaften wirkt er maßgeblich an den dort betriebenen Projekten „Interkulturelle historische Grundwissenschaften“ und „Afrika – Asien – Europa“ mit. Juliane Schiel hat sich mit dem Verhältnis von Christen und Nichtchristen im Spiegel missionsgeschichtlicher Quellen befasst (Mongolensturm und Fall Konstantinopels. Dominikanische Erzählungen im diachronen Vergleich, Diss. HU 2010) und befasst sich mit der interkulturellen Geschichte der Sklaverei im Mittelmeerraum, der unfreien Arbeit in globalhistorischer Perspektive sowie „eurasischen Transformationen“ durch die Herausforderung von Diversitäten. Jan Rüdiger erforscht nach seiner Berliner Habilitation (2007) mittelalterliche Seeherrschaften (Thalassokratien).
Aus dem Kreis der Mitarbeiter und Mitarbeiterinnen des ERC-Projekts FOUNDMED sind Professorinnen und Professoren anderer Fächer hervorgegangen, die zum einen eine neue internationale Zeitschrift zur Stiftungsgeschichte und zum Stiftungswesen allgemein herausgeben („Endowment Studies“, von Zachary Chitwood, Tillmann Lohse, Ignacio Sánchez und Annette Schmiedchen, seit 2017 mehrfach jährlich bei Brill), zum anderen mit eigenen ERC-Projekten interkulturelle Fragestellungen aufgreifen. Zachary Chitwood, seit September 2024 Inhaber des Lehrstuhls für Byzantinistik an der Ludwig-Maximilians-Universität München, ist Principal Investigator des ERC-Starting Grants „MAMEMS. Mount Athos in Medieval Eastern Mediterranean Society. Contextualizing the History of a Monastic Republic (ca. 850–1550)“, Annette Schmiedchen, Professorin für Indologie an der HU Berlin, leitet das interdisziplinäre und interkulturelle Projekt „DHARMA – The Domestication of ‚Hindu‘ Asceticiscm and the Religious Making of South and Southeast Asia“ (ERC Synergy Grant).

## Schriften (Auswahl)
Ein Schriftenverzeichnis erschien in: Tillmann Lohse, Benjamin Scheller (Hrsg.): Europa in der Welt des Mittelalters. Ein Colloquium für und mit Michael Borgolte. De Gruyter, Berlin u. a. 2014, ISBN 978-3-11-035096-8, S. 267–302 [Stand Mai 2013].
Aufsatzsammlungen
- Tillmann Lohse (Hrsg.): Stiftung und Memoria (= Stiftungsgeschichten. Band 10). Akademie-Verlag, Berlin 2012, ISBN 978-3-05-006047-7 (enthält 19 Aufsätze aus den Jahren 1983 bis 2000[91]).
- Tillmann Lohse, Benjamin Scheller (Hrsg.): Mittelalter in der größeren Welt. Essays zur Geschichtsschreibung und Beiträge zur Forschung (= Europa im Mittelalter. Abhandlungen und Beiträge zur historischen Komparatistik. Band 24). De Gruyter, Berlin u. a. 2014, ISBN 978-3-05-006486-4 (enthält 21 Aufsätze aus den Jahren 1992 bis 2013).

Monographien
- Der Gesandtenaustausch der Karolinger mit den Abbasiden und mit den Patriarchen von Jerusalem (= Münchener Beiträge zur Mediävistik und Renaissance-Forschung. Band 25). Arbeo-Gesellschaft, München 1976, ISBN 3-920128-27-3.
- Geschichte der Grafschaften Alemanniens in fränkischer Zeit (= Vorträge und Forschungen. Sonderband 31). Thorbecke, Sigmaringen 1984 (online).
- Die Grafen Alemanniens in merowingischer und karolingischer Zeit. Eine Prosopographie (= Archäologie und Geschichte. Freiburger Forschungen zum ersten Jahrtausend in Südwestdeutschland. Band 2). Thorbecke, Sigmaringen 1986, ISBN 3-7995-7351-8.
- Petrusnachfolge und Kaiserimitation. Die Grablegen der Päpste, ihre Genese und Traditionsbildung (= Veröffentlichungen des Max-Planck-Instituts für Geschichte. Band 95). Vandenhoeck & Ruprecht, Göttingen 1989, 2., durchgesehene Auflage 1997, ISBN 3-525-35631-5.
- Die mittelalterliche Kirche (= Enzyklopädie deutscher Geschichte. Band 17). Oldenbourg, München 1992. 2. Auflage 2004, ISBN 3-486-20026-7.
- „Totale Geschichte“ des Mittelalters? – Das Beispiel der Stiftungen (= Humboldt-Universität zu Berlin, Öffentliche Vorlesungen. Band 4). Humboldt-Universität zu Berlin, Berlin 1993 Text als PDF-Datei.
- Sozialgeschichte des Mittelalters. Eine Forschungsbilanz nach der deutschen Einheit (= Beihefte der Historischen Zeitschrift, N.F. Band 22). Oldenbourg, München 1996, ISBN 3-486-64447-5.
- Europa entdeckt seine Vielfalt 1050–1250 (= Handbuch der Geschichte Europas. Band 3). Ulmer, Stuttgart 2002, ISBN 3-8252-2298-5 und ISBN 3-8001-2794-6.
- Christen, Juden, Muselmanen. Die Erben der Antike und der Aufstieg des Abendlandes 300 bis 1400 n. Chr. (= Siedler Geschichte Europas. Band 2). Siedler, München 2006, ISBN 3-88680-439-9.
- Weltgeschichte als Stiftungsgeschichte. Von 3000 v. u. Z. bis 1500 u. Z. Wissenschaftliche Buchgesellschaft, Darmstadt 2017, ISBN 978-3-534-26962-4.
  - englische Übersetzung: World History as the History of Foundations, 3000 BCE to 1500 CE (= Handbook of Oriental Studies, Section One. Band 136). Translated by Zachary Chitwood. Brill, Leiden u. a. 2020, ISBN 978-90-04-41448-8.
- Die Welten des Mittelalters. Globalgeschichte eines Jahrtausends. Beck, München 2022, 2., durchgesehene Auflage 2022, ISBN 978-3-406-78446-0.
- Globalgeschichte des Mittelalters (= C.H.Beck Wissen. Band 2948). Beck, München 2023, ISBN 978-3-406-80377-2.
- Königin in der Fremde. Frühmittelalterliche Heiratsmigration und die Anfänge der europäischen Bündnispolitik. Wallstein, Göttingen 2024, ISBN 978-3-8353-5679-5 (2. Auflage 2025).

Herausgeberschaften
- mit Nikolas Jaspert: Maritimes Mittelalter. Meere als Kommunikationsräume (= Vorträge und Forschungen. Band 83). Thorbecke, Ostfildern 2016, ISBN 978-3-7995-6883-8.
- mit Bernd Schneidmüller: Hybride Kulturen im mittelalterlichen Europa. Vorträge und Workshops einer internationalen Frühlingsschule (= Europa im Mittelalter. Band 16). Akademie Verlag, Berlin 2010, ISBN 978-3-05-004695-2.
- mit Juliane Schiel, Bernd Schneidmüller: Mittelalter im Labor. Die Mediävistik testet Wege zu einer transkulturellen Europawissenschaft (= Europa im Mittelalter. Band 10). Akademie Verlag, Berlin 2008, ISBN 978-3-05-004373-9.
- Polen und Deutschland vor 1000 Jahren. Die Berliner Tagung über den „Akt von Gnesen“ (= Europa im Mittelalter. Abhandlungen und Beiträge zur historischen Komparatistik. Band 5). Akademie-Verlag, Berlin 2002, ISBN 3-05-003749-0.